# Nicolai Næss
Nicolai Næss, né le 18 janvier 1993 à Oslo en Norvège, est un footballeur norvégien. Il évolue au poste de défenseur au Stabæk Fotball.

## Biographie

### En club
Avec le Stabæk Fotball, il joue 74 matchs en première division norvégienne (deux buts), et deux matchs en Ligue Europa. 
Le 21 juillet 2016, Nicolai Næss signe avec le Crew SC de Columbus, club de MLS.
Il joue pour le SC Heerenveen de août 2017 à décembre 2018. 
Le 8 janvier 2019 il s'engage librement avec Sarpsborg 08 FF, le transfert est annoncé dès le 30 novembre 2018 et Næss s'engage pour un contrat de trois ans,.
Le 10 mars 2022, Nicolai Næss fait son retour au Stabæk Fotball. Il signe un contrat de quatre ans.

### En sélection
Nicolai Næss fait deux apparitions avec l'équipe de Norvège des moins de 19 ans. Deux matchs disputés en 2012.